# Вышеславская, Ирина Леонидовна
Ирина Леонидовна Вышеславская (род. 20 февраля 1939, Киев, Украинская ССР) — украинская художница, живописец, график, сценограф

, член Национального союза художников Украины, Международной ассоциации «Искусство народов мира» (Москва); Независимой художественной ассоциации «Terra» (Киев), «Maison des Artisles» (Париж).
Работы демонстрировались и хранятся в музеях Украины, Франции, России, Азербайджана и других.

## Биография
Родилась в Киеве 20 февраля 1939 года в семье с богатыми культурными традициями. Её отец, Леонид Вышеславский, был известным поэтом, мать, Агнесса Балтага, — литератором. Среди предков были священники (в Греции, Румынии, Украине).
Ирина с раннего детства проявляла талант художницы. Когда ей было 8 лет, она получила первую премию на республиканской выставке детского рисунка за акварель «Переправа на пляж».
Сначала обучалась в Республиканской художественной школе, продолжила обучение в Институте живописи, скульптуры и архитектуры имени И. Репина (Ленинград). Потом переехала в Киев и в 1966 году окончила Киевский государственный художественный институт.
Вышла замуж за писателя и литературоведа Анатолия Макарова и в период замужества подписывала свои художественные работы как Макарова-Вышеславская. Их сын Глеб Вышеславский — художник, искусствовед.

## Творчество
Художественному воспитанию Ирины способствовал её отец, Леонид Вышеславский. Благодаря организованной им поездке по Европе, дочь с юных лет была знакома с лучшими произведениями искусства в музеях Стокгольма, Амстердама, Парижа, Рима и Афин, что было практически недоступно для большинства детей в Советском Союзе. Особое влияние на неё оказал альбом «Импрессионизм», подаренный отцом и послуживший фундаментом для последующего самостоятельного творчества.
Чтобы получить хорошее образование, Ирина отправилась в Ленинград, где она много времени изучала шедевры Эрмитажа. В Ленинградской Академии художеств она проучилась четыре года. Но, выйдя замуж за киевлянина, перевелась в Киевский художественный институт. Там у неё возникли конфликты и с институтом, и с Союзом художников. Её манеру не воспринимали, считали слишком «западной». Это был тяжелый период, десять лет её не принимали в Союз. Однако ей удалось привезти свои работы в Москву, в обход официальных чиновников, на Всесоюзный конкурс портрета, на котором она получила премию. После этого её приняли в Союз, а премированный «Портрет велосипедистки» находится сейчас во Львовском музее изобразительных искусств.
Большое влияние на формирование художественных и религиозных взглядов Вышеславской имел священник Александр Мень, взгляды которого были оппозиционными к советскому режиму (с ним вся семья Вышеславских была близко знакома). В советский период Ирина Леонидовна выбрала так называемый стиль «тихого сопротивления», то есть обходила в своей тематике показательно коммунистические темы, что роднило её творчество с тогдашним андеграундом. С появлением новых возможностей в независимой Украине, И. Вышеславская увлеклась путешествиями. Она подолгу работает во Франции. Значительно обогатилась тематика её картин, особенно сценами из жизни французов, цыган, испанцев и многих других, которые дополняют в её активе колоритные украинские сюжеты.
Ирина Вышеславская плодотворно работает как портретист, мастер бытовых и жанровых сцен, полных психологизма и динамики. Её живопись колористически насыщенна. Она успешно работает как иллюстратор книг и сценограф театральных представлений.
Ирина хорошо разбирается в тонкостях мирового и западного искусства, пишет искусствоведческие статьи. Также она много пишет и делает для увековечивания памяти своего отца Леонида Вышеславского. Она была избрана членом Международной ассоциации «Искусство народов мира» (Москва) в 1990 году; Независимой художественной Ассоциации «Terra» (Киев) в 1994 году, «Maison des Artisles» (Париж) в 1997 году.
Работы хранятся в музеях и частных коллекциях разных стран.